# پایگاه هوایی کیسارازو
پایگاه هوایی کیسارازو (به انگلیسی: Kisarazu Air Field) یک فرودگاه نظامی است که یک باند فرود آسفالت بتن دارد و طول باند آن ۱۸۳۰ متر است. این فرودگاه در شهر کیسارازو، چیبا کشور ژاپن قرار دارد .